# 1896年夏季奥林匹克运动会田径比赛—男子1500米
在1896年夏季奧林匹克運動會田徑比賽中，男子1500米本屆奧運會第十項舉行的田徑項目，於1896年4月7日舉行決賽，比賽共有來自5個國家的8名運動員參與。
法國運動員阿尔班·莱米西奥雖然在比賽中大部分時間處於領先階段，但是被澳洲運動員特迪·弗拉克及美國運動員Arthur Blake在最後一百米超前只能獲得一面銅牌，特迪·弗拉克則成為第一位奪得奧林匹克運動會金牌的澳洲運動員。四位希臘運動員落後於其他四位選手，只有最後兩名沒有表明名次。

## 紀錄
在本次比賽之前，當時仍然未有專業的國際田徑組織以及技術問題，所有世界紀錄屬於非官方紀錄。當時的世界紀錄（以秒為單位）如下：
| 世界紀錄   | Thomas Conneff（美国） | 4:15.6 | 美國, 紐約 | 1895年8月26日 |
| 奧運會紀錄 | 新項目                 | n/a    | n/a        | n/a           |

在決賽，特迪·弗拉克以4:33.2勝出，創出男子1500米第一個奧運紀錄。
| 日期         | 階段 | 運動員      | 國家 | 時間   |    |
| ------------ | ---- | ----------- | ---- | ------ | -- |
| 1896年4月7日 | 決賽 | 特迪·弗拉克 |      | 4:33.2 | OR |

## 賽果
| 名次 | 運動員（國家）                    | 時間      |
| ---- | --------------------------------- | --------- |
| 1    | 特迪·弗拉克（）                   | 4:33.2 OR |
| 2    | Arthur Blake（美国）              | 4:33.6    |
| 3    | 阿尔班·莱米西奥（法国）           | 4:36.0    |
| 4    | Carl Galle（德国）                | 4:39.0    |
| 5    | Angelos Fetsis（希腊）            | 不詳      |
| 6    | 迪米特里奧斯·戈爾米斯（希腊）     | 不詳      |
| 7-8  | Konstantinos Karakatsanis（希腊） | 不詳      |
| 7-8  | Dimitrios Tomprof（希腊）         | 不詳      |